# Bogumil Goltz
Pour les articles homonymes, voir Goltz.
Bogumil Goltz (né le 20 mars 1801 à Varsovie et mort le 12 novembre 1870 à Thorn) est un auteur de Prusse-Occidentale d'histoires à but humoristique et pédagogique surtout connu pour son Buch der Kindheit (Livre de l'enfance).

## Biographie
Bogumil Goltz était le fils d'un fonctionnaire prussien en poste à Varsovie également propriétaire agricole. Il fit des études en philologie et théologie et suivit un enseignement en techniques agricoles à Königsberg. À la mort de son père, il doit reprendre la gestion du domaine agricole dont il a hérité mais apparaît peu doué pour cela. Il abandonne l'agriculture, vend ses biens et s'installe en 1847 à Toruń, la ville de Copernic, où il décèdera, dans l'intention de devenir écrivain.
Il consacre la seconde partie de sa vie à l'activité littéraire. Selon la mode de l'époque, il entreprend de longs voyages à travers l'Allemagne, la France, l'Italie et jusqu'en Égypte.

## Œuvres
L'histoire littéraire retient surtout son Buch des Kindheit (Livre de l'enfance, Francfort, 1847, 4e Éd. Berlin, 1877)
dans lequel à l'imitation de Jean Paul et d'Adalbert Stifter, et sous l'inspiration de Rousseau, mais avec plus de réalisme, il narre les impressions idylliques et charmantes de sa propre enfance.
Parmi ses autres œuvres : Ein Jugendleben (Une vie de jeune homme, 1852), Der Mensch und die Leute (L'individu et le peuple, 1858), Zur Naturgeschichte und Charakteristik der Frauen (Sur l'histoire naturelle et les caractéristiques des femmes, 1859), Zur Geschichte und Charakteristik des deutschen Genius (Histoire et spécificité du génie allemand, 1864), Die Weltklugheit und die Lebensweisheit (La complexité et la sagesse du monde, 1869).

### Sélection d'œuvres
- Buch der Kindheit (Livre de l'enfance, Francfort 1847, 4e Éd.) ;
- Ein Kleinstädter in Ägypten (Une petite ville d'Égypte, Berlin 1853, 3e Éd. 1877) ;
- Der Mensch und die Leute (L'individu et le peuple, Berlin 1858) ;
- Zur Naturgeschichte und Charakteristik der Frauen (Sur l'histoire naturelle et les caractéristiques des femmes, Berlin 1858, 5e Éd. 1874) ;
- Zur Physiognomie und Charakteristik des Volkes (De la physiognomonie et des caractéristiques du peuple, Berlin 1859) ;
- Die Bildung und die Gebildeten (Éducation et instruction, Berlin 1864, 2e Éd. 1867) ;